# Rui Barreto (alcaide Faro)

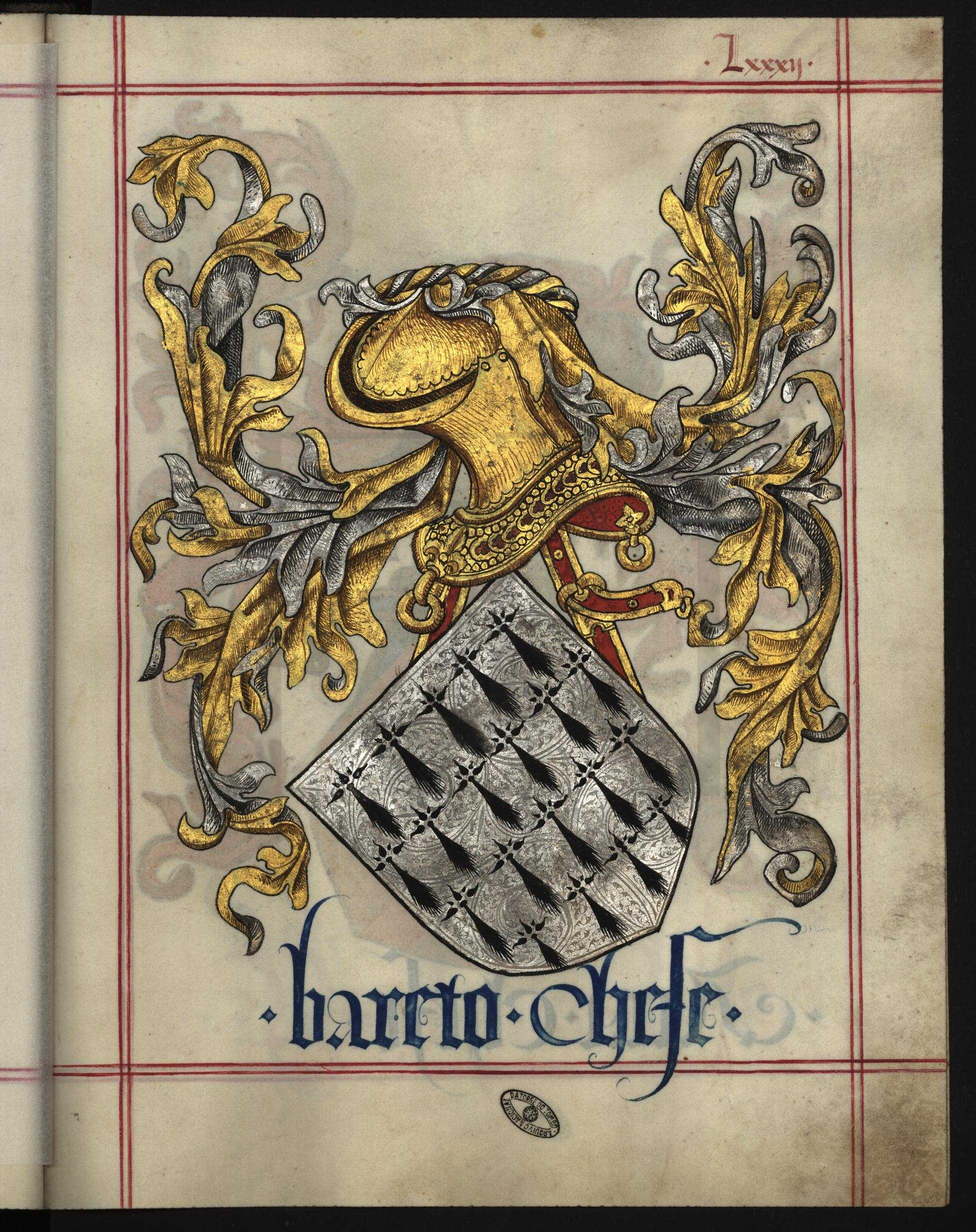

Rui Barreto foi senhor do morgado de Quarteira, alcaide de Faro a partir de 1496, vedor da Fazenda do Algarve a partir de 1511 e capitão de Azamor de 1513 a 1514.
Distinguiu-se na defesa de Arzila e Tânger em 1511 nos ataques do rei de Fez àquelas praças. 
Filho de Nuno Barreto, também alcaide de Faro e Leonor de Melo.